# Tour de Flandes 1954
El Tour de Flandes 1954 és la 38a edició del Tour de Flandes. La cursa es disputà el 4 d'abril de 1954, amb inici a Gant i final a Wetteren després d'un recorregut de 255 quilòmetres.
El vencedor final fou el belga Raymond Impanis, que s'imposà en solitari a l'arribada a Wetteren. El francès François Mahé i el belga Alfons van den Brande acabaren segon i tercer respectivament.

## Classificació final
|    | Ciclista                    | Equip               | Temps      |
| -- | --------------------------- | ------------------- | ---------- |
| 1  | Raymond Impanis (BEL)       | Mercier-Hutchinson  | 7h 33' 00" |
| 2  | François Mahé (FRA)         | Bertin-d'Alessandro | + 33"      |
| 3  | Alfons van den Brande (BEL) | Libertas            | + 33"      |
| 4  | Marcel Rijckaert (BEL)      | Mercier-Hutchinson  | + 33"      |
| 5  | Marcel de Mulder (BEL)      | Terrot-Hutchinson   | + 33"      |
| 6  | Marcel Hendrikx (BEL)       | Arbos-Bubba         | + 45"      |
| 7  | André Rosseel (BEL)         | Terrot-Hutchinson   | + 45"      |
| 8  | Valère Ollivier (BEL)       | Bertin-d'Alessandro | + 45"      |
| 9  | Roger Decock (BEL)          | Bertin-d'Alessandro | + 45"      |
| 10 | Alfredo Martini (ITA)       | Atala               | + 45"      |